# Teigitsch
Die Teigitsch ist ein fast 43 Kilometer langer, rechter Zufluss der Kainach im Bezirk Voitsberg in der Steiermark. Sie entspringt nahe der Grenze zu Kärnten und mündet südlich von Voitsberg in die Kainach.

## Name
In einer gefälschten Urkunde, die in das Jahr 1114 datiert ist, wird das Gewässer als flumen Tvikwiz erstmals schriftlich erwähnt. Der Name leitet sich vom slawischen Wort *tyk- „Stange, Balken“ ab.

## Verlauf

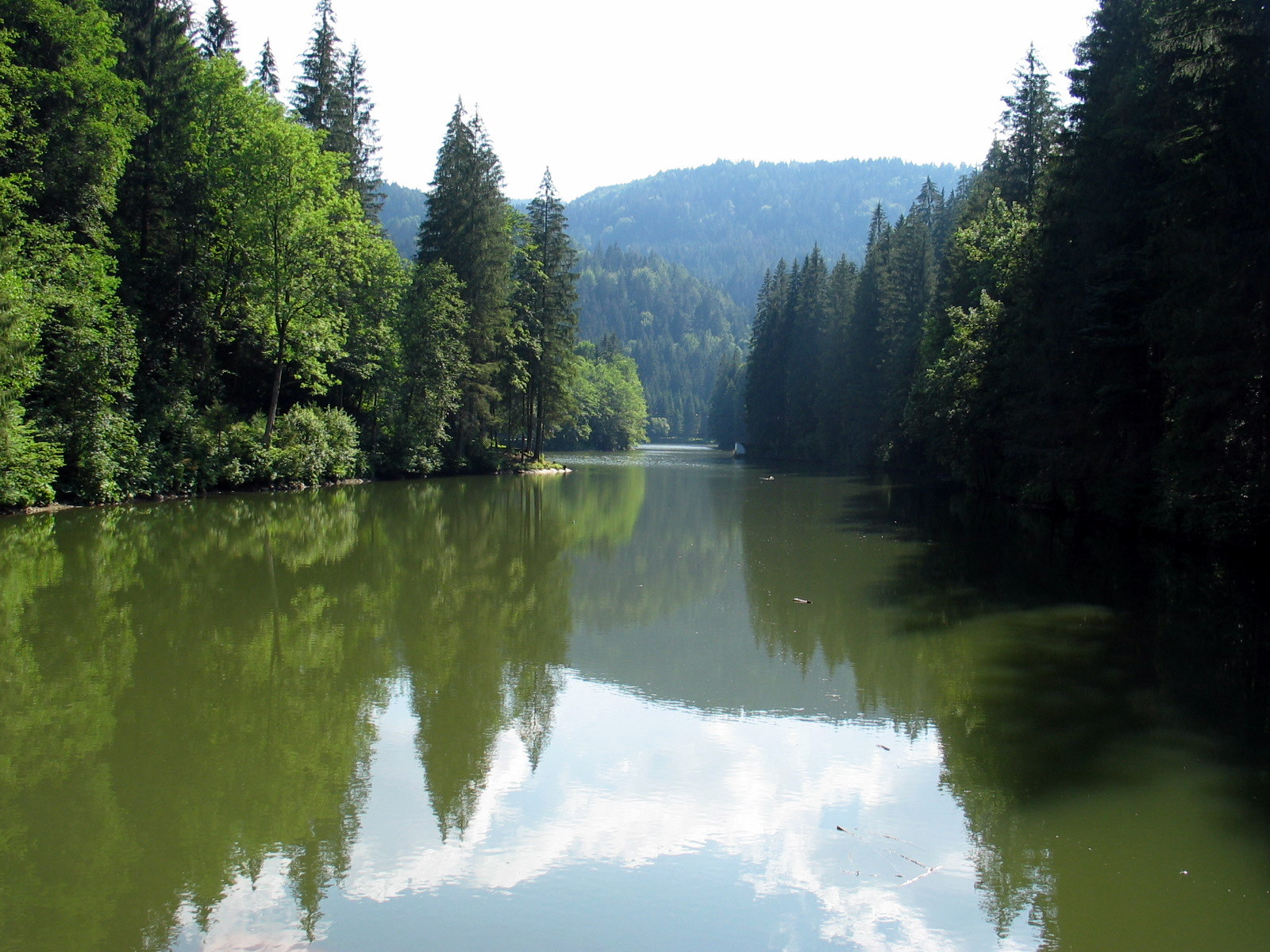
Der Langmann-Stausee

Die Teigitsch entspringt im Gemeindegebiet von Hirschegg-Pack, nahe der Landesgrenze zu Kärnten an den östlichen Hängen des Peterer Riegels und der St. Leonharder Alm, welche beide zum Berggebiet der Pack- und Stubalpe gehören. Von dort fließt sie in südöstlicher und östlicher Richtung, bis sie im Ortsgebiet von Krottendorf-Gaisfeld, nahe der Packer Straße in die Kainach mündet. In seinem Mittellauf durchfließt der Fluss eine Klamm.
In ihrem Verlauf durchfließt die Teigitsch zwei Stauseen (Speicher Hirzmann und Langmann) und betreibt vier Kraftwerke: die Kraftwerke St. Martin, Arnstein und Teigitschmühle der Verbund AG (Teigitschgruppe) sowie das bereits 1910 errichtete Kraftwerk Edelschrott der Stadtwerke Köflach.

## Flora
Entlang der Teigitsch gibt es Nachweise verschiedener Moosarten wie beispielsweise Hookeria lucens und Odontoschisma denudatum. Auch Flechten wie die Braune Köpfchenflechte (Baeomyces rufus), Gyalecta derivata, Micarea botryoides, Mycomicrothelia confusa und Pertusaria aspergilla kommen im Teigitschgraben vor.

## Rezeption
Die Teigitsch findet in zwei Volksmusik-Walzern, dem Teigitschgraben-Walzer und dem s'Diandl von Teigitsch Erwähnung. Weiters wurde im Jahr 2012 ein Film mit dem Titel Die Teigitsch über den Fluss gedreht.